# Вітер з гаєм розмовляє
«Вітер з гаєм розмовляє» — вірш Тараса Шевченка, написаний 1841 року.

## Історія
Твір датується орієнтовно 1838 роком, та місцем написання — С.-Петербург. Первісний автограф вірша не відомий. З раннього автографа Шевченко переписав твір для публікації у другій книжці альманаху «Сніп» і в січні 1842 р. надіслав його разом із текстом поеми «Мар'яна-черниця» видавцеві альманаху О. О. Корсуну в Харків. Видання здійснене не було.